# Solomon Bibo
 (août 2021).
La mise en forme du texte ne suit pas les recommandations de Wikipédia : il faut le « wikifier ».
Les points d'amélioration suivants sont les cas les plus fréquents :
- Les titres sont pré-formatés par le logiciel. Ils ne sont ni en capitales, ni en gras.
- Le texte ne doit pas être écrit en capitales (les noms de famille non plus), ni en gras, ni en italique, ni en « petit »…
- Le gras n'est utilisé que pour surligner le titre de l'article dans l'introduction, une seule fois.
- L'italique est rarement utilisé : mots en langue étrangère, titres d'œuvres, noms de bateaux, etc.
- Les citations ne sont pas en italique mais en corps de texte normal. Elles sont entourées par des guillemets français : « et ».
- Les listes à puces sont à éviter, des paragraphes rédigés étant largement préférés. Les tableaux sont à réserver à la présentation de données structurées (résultats, etc.).
- Les appels de note de bas de page (petits chiffres en exposant, introduits par l'outil «  Source ») sont à placer entre la fin de phrase et le point final[comme ça].
- Les liens internes (vers d'autres articles de Wikipédia) sont à choisir avec parcimonie. Créez des liens vers des articles approfondissant le sujet. Les termes génériques sans rapport avec le sujet sont à éviter, ainsi que les répétitions de liens vers un même terme.
- Les liens externes sont à placer uniquement dans une section « Liens externes », à la fin de l'article. Ces liens sont à choisir avec parcimonie suivant les règles définies. Si un lien sert de source à l'article, son insertion dans le texte est à faire par les notes de bas de page.
- La présentation des références doit suivre les conventions bibliographiques. Il est recommandé d'utiliser les modèles {{Ouvrage}}, {{Chapitre}}, {{Article}}, {{Lien web}} et/ou {{Bibliographie}}. Le mode d'édition visuel peut mettre en forme automatiquement les références.
- Insérer une infobox (cadre d'informations à droite) n'est pas obligatoire pour parachever la mise en page.

Pour une aide détaillée, merci de consulter Aide:Wikification.
Si vous pensez que ces points ont été résolus, vous pouvez retirer ce bandeau et améliorer la mise en forme d'un autre article.
 (août 2021).
Pour les articles homonymes, voir Bibo (homonymie).
Solomon Bibo (15 juillet 1853 - 4 mai 1934) était un commerçant juif du Far West américain qui devient gouverneur d'Acoma Pueblo, équivalent du chef de tribu. Il était le seul non-Indien à avoir été gouverneur d'un Pueblo indien.

## Biographie

### Enfance, formation et débuts
Bibo est né à Brakel, en Westphalie, qui faisait alors partie du royaume de Prusse, d'Isak et de Blümchen Bibo; son père est chantre. Il est le sixième de onze enfants. Après la suppression du gouvernement libéral au milieu du XIXe siècle, ses frères aînés Nathan et Simon partirent pour les États-Unis en 1866. Il finit par les rejoindre, déménageant le 16 octobre 1869 à l'âge de 16 ans. Il est arrivé à New York et, après avoir passé du temps à apprendre l'anglais sur la côte est, il a déménagé pour rencontrer ses frères à Santa Fe, qui faisait alors partie du territoire du Nouveau-Mexique. Ses frères s'étaient établis comme commerçants, utilisant initialement le capital fourni par la famille Spiegelberg, une famille juive pionnière arrivée avec l'armée de Stephen W. Kearny pendant la guerre américano-mexicaine. Les frères Bibo ont pu établir des magasins à Laguna, Fort Wingate, Cebolleta, Bernalillo et Grants. Les frères ont appris plusieurs langues amérindiennes en plus de l'allemand, du yiddish et de l'anglais.
Les frères Bibo ont développé une réputation d'équité dans leurs relations avec les Amérindiens locaux : ils vendaient les produits des tribus dans leurs magasins et approvisionnaient les forts de l' armée américaine sous contrat ; à leur tour, les Amérindiens ont reçu des prix équitables et ont amélioré leurs techniques agricoles. Les frères ont également négocié des différends fonciers entre les tribus et les résidents mexicains, et ont également essayé d'empêcher les Anglo-Américains d'acheter des terres indiennes à des prix inférieurs aux prix du marché ; de telles positions ne les attachaient pas à ces groupes.

## Disputes avec Acoma Pueblo
Solomon Bibo est devenu particulièrement impliqué dans un différend entre les habitants d'Acoma Pueblo et le ministère de l'Intérieur au sujet d'une enquête fédérale sur la subvention Acoma Pueblo en 1876 et 1877. L'arpentage a abouti à un traité qui a accordé 94 000 acres (380,40450348 km2)   de terres, bien moins que ce que les Acoma pensaient avoir droit selon les preuves historiques. Pour aider le peuple Acoma, il a appris leur langue Keresan et lui et son frère Simon ont écrit des lettres au ministère de l'Intérieur qui ont abouti à une révision de l'enquête en 1881. Les arpenteurs du gouvernement, Walter et Robert Marmon, étaient des missionnaires et commerçants presbytériens qui s'étaient mariés avec la rivale Laguna Pueblo . Cependant, après l'enquête, le gouvernement a statué contre les Acoma et a accordé la plupart des terres contestées aux Laguna.
Le 12 décembre 1882, Bibo a demandé au commissaire du Bureau des affaires indiennes une licence pour commercer avec les Acoma Pueblo et a établi le premier poste de traite à Old Acoma, au sommet de sa mesa protectrice. Afin de protéger leurs terres restantes, le 7 avril 1884, les Acoma ont signé un bail de 30 ans pour toutes leurs terres à Solomon Bibo, en échange de quoi il leur paierait 12 000 $, protégerait leur bétail, éloignerait les squatters et extrairait le charbon. sous les terres Acoma avec une redevance de dix cents par tonne versée à la tribu. Le bail a attiré l'attention de Pedro Sanchez, l'agent des Indiens des États-Unis de Santa Fe, qui a tenté d'amener le gouvernement fédéral à annuler le bail. Une bataille compliquée sur le bail s'ensuivit, et le commissaire aux Affaires indiennes, Hiram Price, a finalement annulé le bail mais a également retiré Sanchez.
Bibo s'est marié avec la tribu Acoma. Son épouse, Juana Valle, était la petite-fille d'un ancien gouverneur des Acoma ; élevée dans la religion catholique, elle se convertit au judaïsme et le couple s'est marié deux fois : comme il n'y avait pas de rabbin disponible sur le territoire, "Solomon Bibo de Cubero & Johanna (Juana) Valle del Acoma" a eu une cérémonie indienne devant un prêtre catholique le 1er mai, 1885 à Acoma Pueblo et civile devant un juge de paix le 30 août. Le mariage fit de Salomon un membre de la tribu Acoma .
En 1885, les Acoma ont élu Solomon Bibo comme nouveau gouverneur, l'équivalent du chef de tribu. « Don Solomono », comme l'appelait la tribu, a été gouverneur à quatre reprises. Les Acoma demandent aux États-Unis de reconnaître Bibo comme leur chef et, en 1888, il est reconnu comme tel par un agent du Bureau of Indian Affairs,,. En tant que gouverneur, il a aidé à installer un système d'éducation moderne et a supervisé l'installation des premiers enseignants à Acoma et a permis à une de ses maisons d'être utilisée comme école pendant la première année avant l'ouverture d'une école publique dans un bâtiment qu'il possédait ; certains étudiants ont été envoyés à la Carlisle Indian Industrial School en Pennsylvanie.
Les écoles indiennes se sont avérées très controversées et ont provoqué des troubles entre les différentes générations. Bibo s'est rangé contre les partisans de la préservation des coutumes tribales traditionnelles. En 1889, après son mandat de gouverneur, il a aidé le Bureau des affaires indiennes à arrêter et à remplacer un gouverneur qui soutenait les membres tribaux qui avaient utilisé des méthodes agressives pour punir les jeunes membres pour avoir suivi les voies « progressives » enseignées dans les écoles. En raison des tensions croissantes entourant ces changements et parce qu'il voulait que ses enfants reçoivent une éducation juive, Bibo et sa famille ont déménagé à San Francisco, en Californie, en 1898. À San Francisco, il était un partenaire actif dans une épicerie fine de qualité jusqu'en 1906. Bibo a fait des allers-retours entre le Nouveau-Mexique et la Californie pour y gérer son entreprise ; il a vendu sa participation dans son ancien magasin Acoma à son frère Emil en 1904 et a ouvert un nouveau magasin à San Rafael, Nouveau-Mexique en 1906. Il a également fait des investissements substantiels dans l'immobilier de San Francisco.
La Grande Dépression et les conditions météorologiques désastreuses ont ruiné de nombreux magasins et investissements des frères Bibo au Nouveau-Mexique au début des années 1930. Les investissements en actions de Solomon Bibo ont également été durement touchés, le laissant principalement avec ses propriétés à San Francisco.
Salomon Bibo est décédé le 4 mai 1934 ; sa femme est décédée en mars 1941. Ils ont été incinérés et inhumés au cimetière du Temple Emanu-El à Colma, en Californie. Certains de leurs six enfants, quatre filles et deux garçons, sont revenus plus tard au Nouveau-Mexique et de nombreux descendants de Solomon Bibo et de ses frères résident toujours au Nouveau-Mexique, parmi lesquels des Juifs, des Hispaniques et des Amérindiens.

## Moïse sur la Mesa
Moses on the Mesa est un court métrage de fiction qui se concentre sur quelques épisodes de l'histoire réelle de Solomon Bibo. Le film a remporté des prix dont celui du meilleur court métrage, Orlando Film Festival 2013 et a été sélectionné pour être inclus dans plus de 30 autres festivals de films.